# Tecelagem Mariângela
La Tecelagem Mariângela es un edificio declarado patrimonio histórico  ubicado en el barrio de Brás en la zona central de la ciudad de São Paulo. El complejo industrial, construido en 1903 y actualmente en desuso, formaba parte de los espacios fundados por la familia Matarazzo y era parte de las Industrias Reunidas Fábricas Matarazzo
La tejeduría se convirtió en un espacio industrial de gran importancia por su elevada capacidad de producción, teniendo en cuenta los estándares de la época, y también por el número de puestos de trabajo generados durante el período de su funcionamiento, unido a su próspera historia de facturación.